# Ислам у Белорусији
Ислам у Белорусији има дугу историју. Ислам на простору данашње Белорусије су донели Татари-Липки у периоду од 14-16. века. Према попису из 2007. године у Белорусији је живело 45.000 муслимана, што је 0,5% од укупне популације.

## Модерно време
Године 1994. одржан је Први себелоруски конгрес муслимана. Као резултат тога, основана је Исламска верска заједница Републике Белорусије, на челу са др. Исмаилом Александровичем.
Године 1997. било је 23 муслиманских заједница, укључујићи 19 у западним регионима Белорусије.
Белорусија је јединствена земља у Европи, у којој је уредник новина био затворен због објављивања данских карикатура исламског пророка Мухамеда. Дана 18. јануара 2008. године, Александар Сџков бива осуђен на три године затвора због "подстицања верске мржње".
Данас постоје џамије у Смилавичи, Ивју, Слониму и Навагрудака у Гродњенској области; у Клецку у Минској област; и у Видзу у Витепскаткој области. У периоду од 1900. до 1902. године у Минску је била изграђена џамија. Шездесет година касније, уништили су је комунисти. 11. новембра 2016. године у Минску је саграђена реплика џамије.

## Галерија
- Татарско гробље у Белорусији
- Џамија у Ивју
- Џамија у Смилавичи
- Џамија у Минску (уништена 1962. године)